# Борек (гміна Щитники)
Борек (пол. Borek) — село в Польщі, у гміні Щитники Каліського повіту Великопольського воєводства.
Населення — 168 осіб (2011).
У 1975-1998 роках село належало до Каліського воєводства.

## Демографія
Демографічна структура станом на 31 березня 2011 року:
|          | Загалом | Допрацездатний вік | Працездатний вік | Постпрацездатний вік |
| -------- | ------- | ------------------ | ---------------- | -------------------- |
| Чоловіки | 93      | 30                 | 49               | 14                   |
| Жінки    | 75      | 12                 | 39               | 24                   |
| Разом    | 168     | 42                 | 88               | 38                   |